# Али Акбар (путешественник)
Али́ Акба́р (перс. علي اکبر‎) — тимуридский среднеазиатский путешественник XV—XVI веков. 
Родился в Мавераннахре. Во второй половине XV века отправился в Константинополь через весь Мавераннахр, Большой Хорасан и Иран, которые тогда являлись частью большой Тимуридской империи. В Константинополе некоторое время состоял на службе у известного математика и астронома — Али Кушчи.
Через некоторое время покинул Константинополь, и отправился в Китай (тогда на территории сегодняшнего Китая существовала Империя Мин). В 1506 году Али Акбар прибыл в Китай, и остался там примерно три месяца. Написал книгу «Хитайнамэ» на персидском языке, где изложил увиденные своими глазами вещи, события и явления в Китае. В этой книге он условно разделил Китай на четыре региона. В конце XVI века «Хитайнамэ» был переведён на тюркский язык.